# سپیددندان (فیلم ۱۹۷۳)
سپیددندان (انگلیسی: White Fang) فیلمی به کارگردانی لوچو فولچی است که در سال ۱۹۷۳ منتشر شد. از بازیگران آن می‌توان به ریک باتالیا، ویرنا لیزی، فرانکو نرو و فرناندو ری اشاره کرد.